# Lehesten
Lehesten é uma cidade da Alemanha localizada no distrito de Saalfeld-Rudolstadt, estado da Turíngia.
A cidade de Lehesten é membro do Verwaltungsgemeinschaft (plural: Verwaltungsgemeinschaften - português: corporações ou corpos administrativos centrais) de Probstzella-Lehesten-Marktgölitz.